# Compliance
Compliance és una pel·lícula de thriller estatunidenca del 2012 escrita i dirigida per Craig Zobel i protagonitzada per Ann Dowd, Dreama Walker, Pat Healy i Bill Camp. La trama de la pel·lícula es basa estretament en una estafa telefònica que va tenir lloc a Mount Washington (Kentucky) l'any 2004, tot i que es van canviar els noms dels implicats de la vida real. Tant a la pel·lícula com a l'incident de la vida real, una persona que va trucar fent-se passar per un oficial de policia va convèncer un gerent de restaurant i altres persones perquè fessin procediments il·legals i intrusius a un empleat innocent.
Compliance es va estrenar al Festival de Cinema de Sundance el 21 de gener de 2012 i va ser distribuïda per Magnolia Pictures per al seu llançament general el 17 d'agost de 2012. L'actuació de Dowd com a Sandra, la gerent, va guanyar el Premi National Board of Review a la millor actriu secundària.

## Argument
La Sandra, gerent d'un restaurant de menjar ràpid ChickWich, rep una trucada d'algú que s'identifica com a oficial Daniels. Afirma estar en contacte amb el gerent regional sobre un client que aquell dia suposadament li havia robat diners una empleada. Daniels diu que romandrà al telèfon mentre la Sandra deté l'empleada fins que arribi la policia. Sandra identifica Becky com la sospitosa basant-se en la descripció; Daniels confirma el nom.
La Sandra porta la Becky a l'oficina del restaurant. Becky nega el robatori. A instàncies de Daniels, la Sandra busca les butxaques i la bossa de la Becky i no troba res. En dir-li que l'alternativa és que la Becky vagi a la presó, Daniels fa que la seva Becky es registri en presència d'un altre empleat, Marti. Daniels li diu a la Sandra que ell i altres agents estan escorcollant la casa de la Becky per sospita que el seu germà està implicat en drogues i que la Becky pot estar involucrada. Fa que la Sandra posi la roba de la Becky en una bossa i la porti al seu cotxe perquè la inspeccioni la policia.
La Sandra insisteix que reprèn la gestió del restaurant ja que està ocupat. Després que Daniels estipuli que un empleat masculí vigili la Becky per "motius de seguretat", un altre empleat, Kevin, és introduït, però qüestiona les instruccions de Daniels i se'n va. Agafa el relleu el promès de Sandra; sota la pressió de Daniels per les cerveses que va beure abans de conduir cap al restaurant, fa que Becky realitzi salts nua, aparentment per deixar anar qualsevol contraban amagat al seu cos. Després de les protestes de Becky, en Daniels fa que Van li pegui. Finalment, Becky es veu obligada a fer sexe oral a Van. Van marxa culpable i és substituït pel custodi, Harold, que està indignat per les instruccions de Daniels. Harold li explica a la Sandra les ordres de Daniels; truca al director regional, que li diu que no té ni idea de cap investigació.
La policia descobreix que un fet semblant va passar en un altre lloc. Daniels és identificat per enregistraments en circuit tancat i arrestat; és un pare de família que treballa com a telemàrqueting. La Becky es troba amb un advocat per discutir les opcions per demandar a Sandra. La Sandra, ara a l'atur i que ja no veu en Van, li diu a un periodista que és una víctima innocent.

## Repartiment

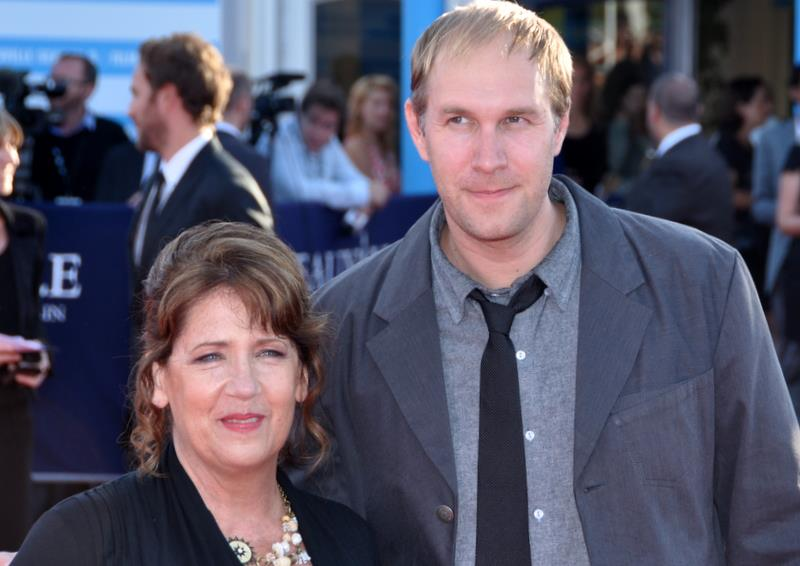
Ann Dowd i el director Craig Zobel promocionant la pel·lícula al Festival de Cinema Americà de Deauville de 2012

- Ann Dowd com a Sandra Frum (inspirada per Donna Summers)
- Dreama Walker com a Becky (inspirada en Louise Ogborn)
- Pat Healy com a el trucador / "Oficial Daniels" (inspirat en David Richard Stewart / "Oficial Scott")
- Bill Camp com a Van (inspirat en Walter Nix, Jr.)
- Philip Ettinger com a Kevin
- James McCaffrey com el detectiu Neals
- Ashlie Atkinson com a Marti
- Stephen Payne com a Harold

## Alliberament
Compliance fou estrenada al Festival de Cinema de Sundance al gener de 2012. La pel·lícula va rebre una estrena limitada als Estats Units a partir del 17 d'agost de 2012. Va ser llançada per Soda Pictures al Regne Unit i Irlanda el 22 de març de 2013.

## Recepció
La pel·lícula va rebre crítiques generalment positives i l'actuació de Dowd com a gerent del restaurant manipulada va rebre l'aclamació de la crítica, fet que li va valer el premi National Board of Review a la millor actriu secundària. El lloc web de l'agregador de ressenyes Rotten Tomatoes informa d'una puntuació d'aprovació del 89% amb una puntuació mitjana de 7,5/10 basada en 140 ressenyes. El consens del lloc web diu: "Ancorat per una direcció intel·ligent i sensible i unes actuacions sòlides, Compliance és un thriller arrancat dels titulars que és igualment apassionant i inquietant." A Metacritic, é una puntuació de 68 sobre 100 basada en 32 ressenyes, la qual cosa indica "generalment favorable ressenyes".
A l'estrena al Festival de Cinema de Sundance de 2012, Compliance es va enfrontar amb controvèrsia, ja que la resposta del públic incloïa diverses marxes i crits durant la sessió de preguntes i respostes de la pel·lícula.